# Белу-Оризонти (агломерация)

Агломерация на карте штата.

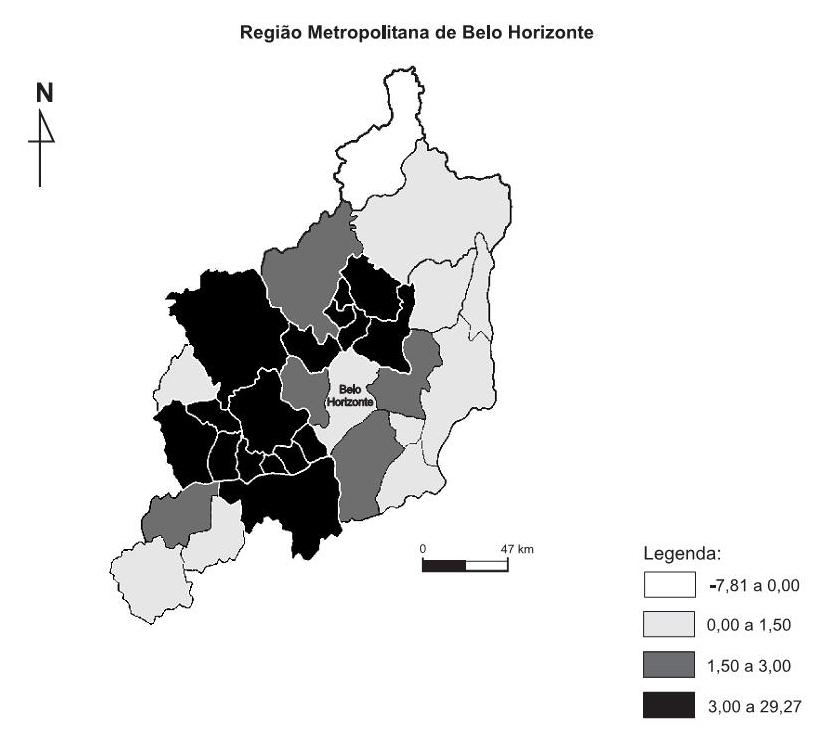

Белу-Оризонти (порт. Região Metropolitana de Belo Horizonte) — крупная городская агломерация в Бразилии. Центр — город Белу-Оризонти в штате Минас-Жерайс.
Численность населения агломерации составляет 4 934 210 человек на 2007 год и 5 783 773 человек на 2014 год (в том числе в границах 2010 года — 5 767 414 человек). Занимает площадь 9467,8 км². Плотность населения — 610,9 чел./км².

## Статистика
- Валовой внутренний продукт на 2005 составляет 62.329.388.000,00 реалов (данные: Бразильский институт географии и статистики).
- Валовой внутренний продукт на душу населения  составляет 12.632,09 реалов (данные: Бразильский институт географии и статистики).
- Индекс развития человеческого потенциала на 2000 составляет 0,811 (данные: Программа развития ООН).

## Состав агломерации
В агломерацию входят 34 муниципалитета, в том числе: Белу-Оризонти, Бетин, Контажен, Рибейран-даж-Невеш, Санта-Лузия, Сабара, Сабара, Веспазиану, Ибирите и другие.